# Arnhemland
Koordinaten: 13° 0′ S, 134° 28′ O

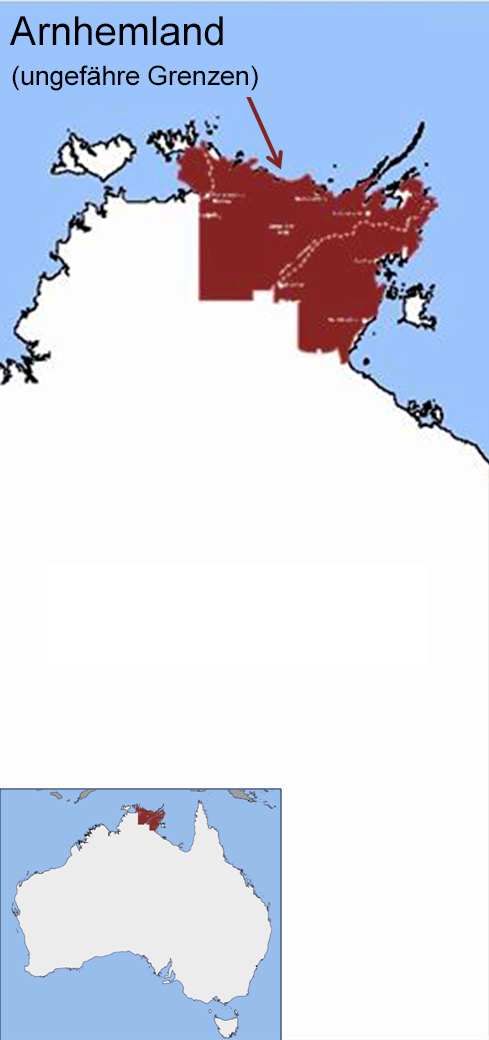
Arnhemland

Das Arnhemland (englisch Arnhem Land) im australischen Northern Territory ist ein Siedlungsgebiet der Aborigines und mit 97.000 km² etwas größer als Portugal. 

## Geographie
Arnhemland liegt an der Nordküste des Kontinents, etwa 200 Kilometer östlich der Stadt Darwin. Es erstreckt sich von Port Roper am Golf von Carpentaria bis zum East Alligator River, wo es an den Kakadu-Nationalpark grenzt. Das Land wird vom Northern Land Council verwaltet und ist mit knapp 20.000 Menschen sehr spärlich besiedelt.

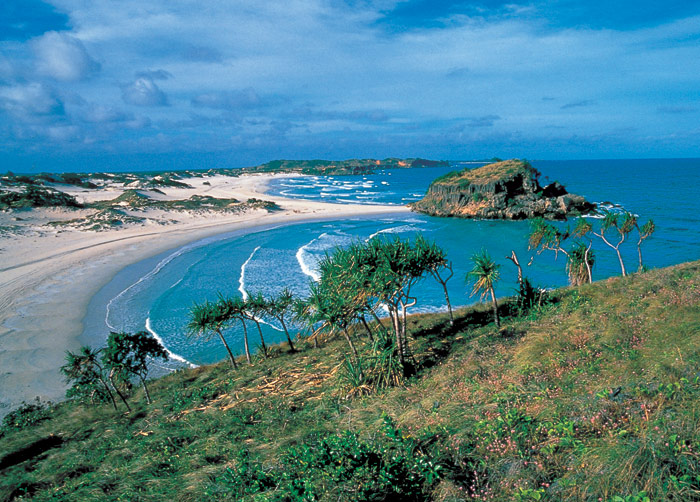
Nanydjaka (Cape Arnhem)
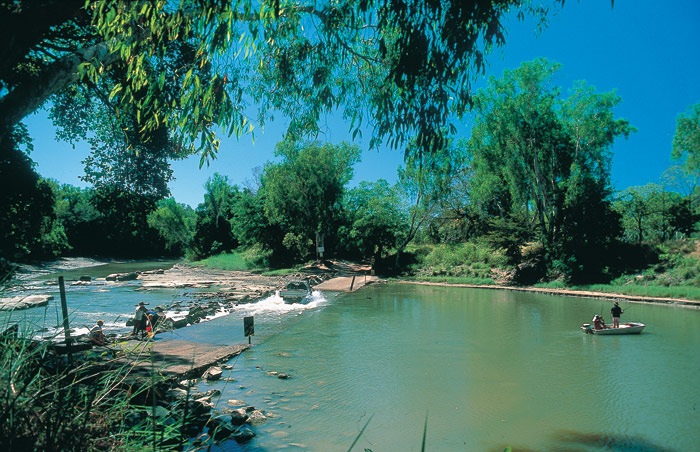
Alligator River am Cahills Crossing
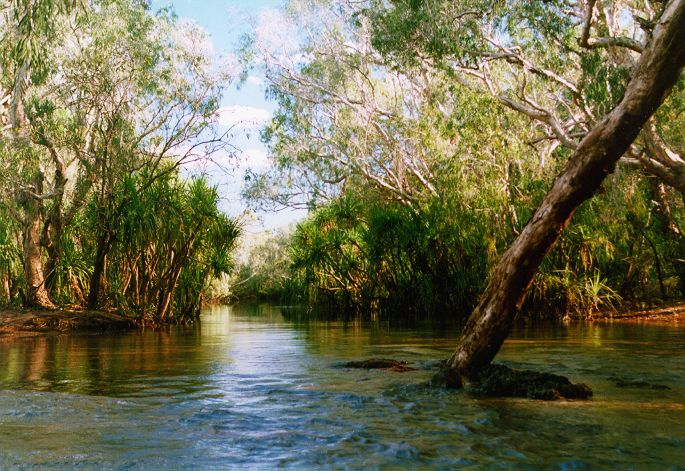
Goyder River Crossing auf dem Central Arnhem Road
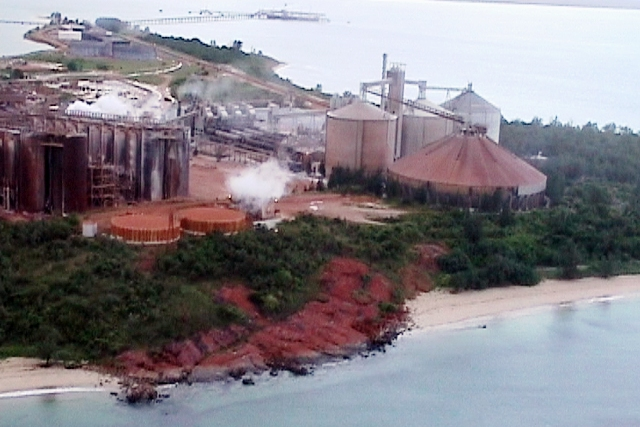
Bauxit-Raffinerie auf der Gove-Halbinsel

## Kultur

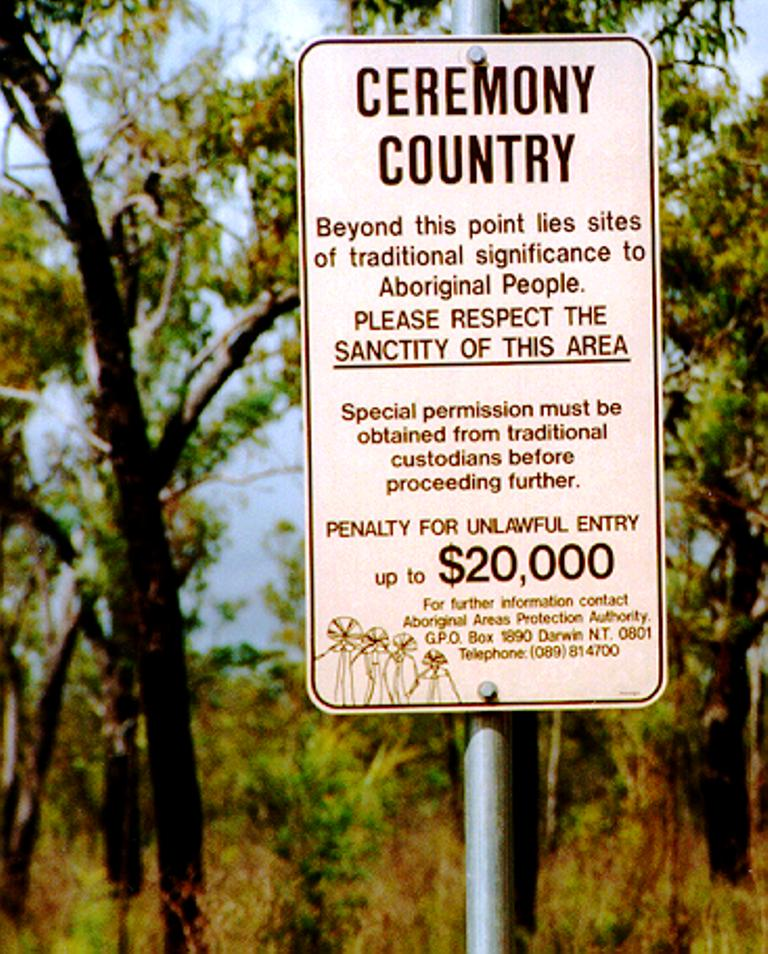
Hinweise auf Gebiete, die wegen ihrer kulturellen Bedeutung gesperrt sind

Die Aborigines im Arnhemland blicken auf eine reichhaltige Kulturgeschichte und Traditionen zurück. Sie haben starke spirituelle Bezüge zu ihrem Land, was auf ihren Felsen- und Baumrindenmalereien dargestellt ist. Die Musikkultur im Arnhemland, vor allem die auf der Gove-Halbinsel, ist stark vom Didgeridoo geprägt. Weltweiten Bekanntheitsgrad haben die musikalischen Darbietungen der Band Yothu Yindi aus Yirrkala. Berühmt ist auch der Didgeridoo-Bauer und Musikant Djalu Gurruwiwi, der 2022 hier starb.

## Status
Die australische Regierung erkannte 1976 die Aborigines als Eigentümer des Landes an. Da Arnhemland eines der wenigen Gebiete Australiens ist, in dem Aborigines traditionell leben und eng mit ihrer Kultur verbunden sind, benötigen Besucher eine Erlaubnis des Yolngu-Stammes, die bis zu einem Jahr im Voraus zu beantragen ist. Bis auf Gunbalanya und die Bergarbeiterstadt Nhulunbuy sowie den Garig-Gunak-Barlu-Nationalpark ist das Gebiet für einen freien Zugang von Touristen gesperrt. Davon gibt es inzwischen Lockerungen, beispielsweise eine Teilnahme an Festivals wie dem Stone Country Festival bei Gunbalanya und am Garma Festival.

## Name
Das Land trägt den Namen des Schiffs Arnhem, benannt nach der Stadt Arnheim, auf dem 1623 der holländische Seefahrer Willem Joosten van Colster die Gegend erkundete.
Den Namen Arnhem Land verlieh der englische Forschungsreisende und Kartograph Matthew Flinders.